# Неферкагор
Неферкагор — давньоєгипетський фараон з VIII династії.

## Життєпис
Фараон відомий тільки з Абідоського списку. Збереглась циліндрична печатка з його іменем. Навряд чи його правління перевищувало кілька років.